# Bright Arrey-Mbi
Bright Akwo Arrey-Mbi (Kumba, 26 marzo 2003) è un calciatore tedesco, difensore del Braga.

## Carriera
Arey-Mbi è cresciuto nei settori giovanili di Chelsea e Bayern Monaco, club dove ha giocato con la seconda squadra in 3. Liga dal 2020 al 2022. Nel gennaio del 2022 è passato in prestito al Colonia, che lo ha utilizzato anche in questo caso solamenta nella squadra B.
Nell'agosto del 2022 il prestito è stato interrotto ed il giocatore è passato con la stessa formula all'Hannover 96, con cui ha debuttato il 16 settembre nell'incontro di 2. Bundesliga vinto 3-2 contro il Sandhausen. Al termine della stagione è stato acquistato a titolo definitivo dal club rossonero.
Il 17 luglio 2024 ha lasciato la Germania per unirsi al Braga.

## Statistiche

### Presenze e reti nei club
Statistiche aggiornate al 26 agosto 2024.
| Stagione        | Squadra          | Campionato      | Campionato | Campionato | Coppe nazionali | Coppe nazionali | Coppe nazionali | Coppe continentali | Coppe continentali | Coppe continentali | Altre coppe | Altre coppe | Altre coppe | Totale | Totale | Totale |
| Stagione        | Squadra          | Comp            | Pres       | Reti       | Comp            | Pres            | Reti            | Comp               | Pres               | Reti               | Comp        | Pres        | Reti        | Pres   | Reti   |        |
| --------------- | ---------------- | --------------- | ---------- | ---------- | --------------- | --------------- | --------------- | ------------------ | ------------------ | ------------------ | ----------- | ----------- | ----------- | ------ | ------ | ------ |
| 2020-2021       | Bayern Monaco II | 3L              | 15         | 0          |                 | -               | -               |                    | -                  | -                  |             | -           | -           | 15     | 0      |        |
| 2021-gen. 2022  | Bayern Monaco II | 3L              | 19         | 2          |                 | -               | -               |                    | -                  | -                  |             | -           | -           | 19     | 2      |        |
| gen.-giu. 2022  | Colonia II       | RL              | 6          | 0          |                 | -               | -               |                    | -                  | -                  |             | -           | -           | 6      | 0      |        |
| 2022-2023       | Colonia II       | RL              | 3          | 0          |                 | -               | -               |                    | -                  | -                  |             | -           | -           | 3      | 0      |        |
| 2022-2023       | Hannover 96      | 2L              | 15         | 0          | CG              | 1               | 0               |                    | -                  | -                  |             | -           | -           | 16     | 0      |        |
| 2023-2024       | Hannover 96      | 2L              | 32         | 0          | CG              | 1               | 0               |                    | -                  | -                  |             | -           | -           | 33     | 0      |        |
| 2024-2025       | Braga            | PL              | 3          | 0          | CP+CdL          | 0               | 0               | UEL                | 4                  | 0                  |             | -           | -           | 7      | 0      |        |
| Totale carriera | Totale carriera  | Totale carriera | 93         | 2          |                 | 2               | 0               |                    | 4                  | 0                  |             | -           | -           | 99     | 2      |        |